# Saison 1982-1983 du Boucau stade
 (août 2010).
Cette page présente la saison 1982-1983 du Boucau Tarnos stade en championnat de France de rugby à XV de 1re division groupe A.

## Transferts
| Joueur | Poste | Destination |

| Joueur   | Poste                     | Destination                       |
| Lartigue | arrière, ailier ou centre | Aviron bayonnais                  |
| Gonzalez | ailier                    | Aviron bayonnais (retour au club) |
| Darrort  | ???                       | ???                               |
| Erdocio  | 3e ligne aile             | Biarritz olympique                |

## La saison
Le Boucau Stade est dans une poule composée d'Angoulême, Sporting club tulliste, Racing club de France, SU Agen, RC Narbonne,  Oloron, Nîmes, Carcassonne et RRC Nice.
| Adversaires            | Résultats Domicile | Résultats Extérieur |
| Angoulême              | Gagné 20 à 10      | Perdu 12 à 9        |
| Sporting club tulliste | Gagné 19 à 7       | Gagné 3 à 27        |
| SU Agen                | Perdu 6 à 9        | Perdu 36 à 12       |
| Racing club de France  | Gagné 30 à 6       | Perdu 26 à 6        |
| RC Narbonne            | Perdu 15 à 16      | Perdu 25 à 15       |
| Oloron                 | Gagné 15 à 7       | Perdu 8 à 0         |
| Nîmes                  | Gagné 22 à 3       | Perdu 16 à 15       |
| Carcassonne            | Gagné 12 à 3       | Perdu 22 à 12       |
| RRC Nice               | Gagné 12 à 9       | Perdu 24 à 7        |

Cette nouvelle saison au plus haut niveau, voit le BS traverser l’intersaison paisiblement : seul l’ailier Gachet retourne à Dax et le 3e ligne Larrayos met un terme à sa carrière.
Les signatures d’Erdocio (3e ligne mobile et physique de Biarritz) et de Lartigue (centre ou ailier de Bayonne) comblent numériquement ses départs.
De plus le retour de l’ailier Gonzalez (formé au BS et parti à Bayonne) et les titularisations (et révélations) des demis de mêlée Lissart et Labat (20 et 21 ans), de l’ailier Jean Peytavin et du 3e ligne Lopez (19 ans) tous juniors permet au BS d’appréhender sereinement cette nouvelle saison.
D’ailleurs, les abonnés (au nombre de 937) ne s’y sont pas trompé en renouvelant en nombre leur carte d’abonnement.
Hélas, rien ne sera épargné pour ce groupe qui, sur le papier, est plus fort que la saison passée.
En effet, le club connaît un nombre incalculable de blessés : les excellents piliers Yanci et Gaye (accident du travail avec un arrachement des ligaments du genou pour ce dernier), l’ailier Pierre Peytavin et l’arrière Pouyau (déchirures), l’arrière Larrieste, le centre Betbeder, les demis de mêlée Labat et Aïzpurua et le 3e ligne Barragué passent par la « case » infirmerie.
Cela permet, entre autres, au pilier Millox (champion de France cadet en 1972 avec le BS) de démontrer ses qualités de force et de puissance en prenant dignement le relais de ses camarades Gaye et Yanci. Ce dernier, à la suite d'un deuil cruel et injuste (perte de son jeune fils) décidant de stopper le rugby à 4 journées de la fin du Championnat.
Mais, le club fut également chahuté de l’intérieur à cause de tensions entre l’entraîneur Daragnes et Philippe Mandin (3e ligne centre). Conflit né la saison dernière à Montauban et exacerbé à cause des 2 avertissements reçus par ce dernier (lors des réceptions de Narbonne et d’Agen) et qui pèseront lourds au soir du classement de la dernière journée de poule….
Le seul point positif de ces difficultés est de permettre à des « anciens » comme le talonneur Jimenez (34 ans), l’ailier Foncillas (32 ans) ou le centre Michel Dacharry (30 ans) de faire quelques apparitions dans l’équipe 1re pour le plus grand plaisir des fidèles supporters boucalais.
La saison commence chez le promu Nîmois.
Comme tout match de début de saison, il est fait d’approximation. Les noirs dominent un adversaire à sa portée mais manque cruellement d’efficacité. Malgré cela le BS est en tête à quelques minutes de la fin (13 à 15) et entrevoit une victoire qui lancerait parfaitement la saison
Hélas, à la 79e, Nîmes passe un drop décisif qui leur permet de passer devant à 1 minute de la fin.
Les 2essais inscrits par Aïzpurua et Teillagorry, ne sont pas suffisant face à la réussite au pied de locaux dominés par le pack boucalais, pourtant privé du pilier gaye et du 3e ligne centre Mandin.
Les forgerons ne le savent pas encore, mais ils traineront cette défaite comme un fardeau toute la saison. En effet, une majorité d’équipes de la poule viendra gagner dans le Gard…. Aussi, c’est 3 points de perdus manqueront cruellement en fin de saison au moment du classement final.
Pour la 2e journée, les boucalais prennent logiquement le dessus sur Angoulême 20 à 10. Cette victoire lance la saison et permet au noirs de se classer 5e.
Le déplacement suivant à Narbonne voit les noirs perdre 25 à 15, face à un adversaire calibré pour jouer le haut du classement. Ce match permet à Jean-Michel Labat, demi de mêlée formé au club, de fêter sa 1re titularisation en Championnat de France à l’âge de 21 ans.
Pour la 4e journée, les boucalais reçoivent Carcassonne. Au terme d’un match rugueux et violent, ponctué par plusieurs bagarres, les noirs remportent une victoire 12 à 3 grâce notamment à un essai du jeune Didier Pouyau 21 ans, qui en 4 matchs inscrit 31 points. Cette rencontre permet la titularisation du junior, Franck Lopez (19 ans) en 3e ligne.
Grâce à cette victoire, les noirs remontent à la 4e place.
Le match suivant à Agen va laisser beaucoup de traces dans les rangs boucalais.
D’abord une défaite logique, véritable naufrage collectifs où les noirs dépassés encaissent 8 essais dont 5 en 30 minutes pour un score final de 36 à 12.
Ensuite, les forgerons payent un lourd tribut en ramenant 4 blessés.
Ses 2 piliers, fers de lance du pack (Yanci et Gaye) mais aussi les 2 flèches de sa ligne de 3/4, l’ailier Pierre Peytavin et l’arrière Didier Pouyau. Mais c’est la blessure d’Henry Gaye qui inquiète le plus l’encadrement puisqu’elle affecte le genou qui avait été touché la saison suivante. Aussi, c’est pas moins de 8 journées de championnat que va manquer l’un des meilleurs pilier gauche de l’Histoire du club, soit presque la moitié de la saison (presque 4 mois).
Aussi, c’est amputé de ces éléments importants que les noirs reçoivent dans leur Stade Piquessary la rugueuse équipe de Nice.
Pour remplacer ces 2 piliers, l’entraîneur Daragnès titularise une 1re ligne expérimentale composée de 2 talonneurs (Serge Pascal et Michel Mays) ainsi que du pilier Bernard Hauciart.
Ce match « violent » est marqué par plusieurs bagarres dont 2 générales.
Au terme de cette 6e journée, les noirs se classent 5e.
Pour la 7e journée, les boucalais perdent 8 à 0 à Oloron-Sainte-Marie. Il faut remonter à 24 journées de championnat pour trouver trace d’un match où les forgerons n’inscrivent pas le moindre point. Le BS retombe à la 6e place.
Mais les noirs se reprennent en dominant Tulle lors de la 8e journée en inscrivant 3 essais : 2 par Pierre Peytavin (qui retrouve une place de titulaire après sa blessure à Agen) et 1 par le 3e ligne centre Mandin. Ils retrouvent de même une 5e place qui leur permet toujours d’espérer en une qualification pour les phases finales, ce qui serait la 4e de suite.
Mais pour cela, il faut que les boucalais reviennent victorieux de leur déplacement à Colombes pour la dernière journée de la phase aller face au Racing Club de France qui n’a pas encore gagné un seul match.
La 1re mi-temps des noirs est catastrophique. Mené 12 à 0, ils hypothèquent grandement leur chance de victoire. Cela se confirme sur l’ensemble des 80 minutes, où avec 4 essais encaissés les forgerons perdent logiquement 26 à 6. En étant la 1re équipe à perdre contre les banlieusards, le BS perd des points précieux dans la course à la qualification (surtout que le RCF ne gagnera que 2 matchs sur l’ensemble de la saison).
Après les 9 journées de la phase aller, le Boucau-Stade se classe 6e mais en étant ex-aequo avec un autre club, il se retrouve dans une situation délicate après avoir laissé six points précieux en route  à Nîmes ou au RCF où leurs rivaux se sont imposés.
Les noirs recevant 5 fois (en 9 matchs) ont pourtant tous les atouts pour décrocher le précieux sésame à condition de faire un sans-faute à domicile et en s’imposant soit à Angoulême, soit à Carcassonne, soit à Nice ou encore à Tulle.
Le SU Agen et le RC Narbonne viennent l'emporter à Boucau et malgré une victoire en déplacement face au Sporting club tulliste, le Boucau Stade' échoue de peu (ce sont les avertissements donnés en cours de saison qui pénaliseront le club) pour une qualification en 16e. Il faut dire que durant cette saison, l'équipe 1re du BS cumul les handicaps avec la blessure de Gaye et le deuil familial de son capitaine Yanci. Aussi, l'équipe jouera une grande partie de la saison sans ses 2  piliers.
Le match de la saison, la victoire sur le RRC Nice (qui sera finaliste du Championnat de France à la fin de la saison) 12 à 9 au stade Piquessary alors que le Pack Boucalais est privé de plusieurs titulaires.
À la fin de la saison, Pierre Peytavin (centre/ailier), signe dans le club voisin de l'Aviron bayonnais.

## Meilleurs marqueurs de points et d'essais
| classement | Joueur                                                              | Points |
| 1          | Pierre Teillagorry                                                  | 104    |
| 2          | Denis Lesca                                                         | 38     |
| 3          | Didier Pouyau                                                       | 31     |
| 4          | Lartigue et Pierre Peytavin                                         | 12     |
| 6          | Philippe Mandin                                                     | 10     |
| 7          | Michel Aïzpurua, Serge Pascal et J-B Saldubéhère                    | 8      |
| 10         | Franck Lopez, Erdocio, J-M Dupin, Michel Dacharry et Didier Lissart | 4      |

| classement | Joueur                                                              | Essais |
| 1          | Denis Lesca                                                         | 4      |
| 2          | Pierre Teillagorry, Pierre Peytavin et Lartigue                     | 3      |
| 5          | Didier Pouyau, Michel Aïzpurua, Serge Pascal et J-B Saldubéhère     | 2      |
| 9          | Franck Lopez, Erdocio, J-M Dupin, Michel Dacharry et Didier Lissart | 1      |

## Le Challenge de l'Espérance
Cette année-là, le BS remporte son 2e Challenge de l'Espérance en dominant le Sporting club tulliste (pour la 3e fois de la saison) à Libourne 26 à 9.
Pour ce faire, les Noirs éliminent l'US Tyrosse en 8e (6 à 3) à Dax, le SA Hagetmautien à Tyrosse en 1/4 (18 à 18 mais 4 essais contre 1), Albi en 1/2 à Langon 25 à 24.
| Poste             | Joueurs                                              |
| 1re ligne         | Gaye, Mays, Millox                                   |
| 2e ligne          | Roméo, Ado (puis Jean Condom)                        |
| 3e ligne          | Saldubéhère, Y.Condom (puis Novion), Lopez           |
| demi de mêlée     | Lissart                                              |
| demi d'ouverture  | Teillagory                                           |
| 3/4               | J.Peytavin, Fanen (puis Lartigue), P.Peytavin, Lesca |
| arrière Larrieste |                                                      |

## Effectif
| Rang | Nom             | Poste                      | parcours                                |
| 1    | Henry Gaye      | Pilier                     | formé au club                           |
| 2    | J-M Yanci       | Pilier                     | formé au club                           |
| 3    | Millox          | Pilier                     | formé au club                           |
| 4    | Eluzin          | Pilier                     | formé au club                           |
| 5    | Michel Mays     | Talonneur ou 3e ligne aile | formé au club                           |
| 6    | Serge Pascal    | Talonneur                  | formé au club                           |
| 7    | Jean Condom     | 2e ligne                   | formé au club                           |
| 8    | Patrick Roméo   | 2e ligne                   | Bayonne, BS, Biarritz puis retour au BS |
| 9    | Michel Lassalle | 3e ligne                   | formé au club                           |
| 10   | Franck Ado      | 2e ligne                   | formé au club                           |
| 11   | Francis Réal    | 2e ligne                   | formé au club                           |
| 12   | Erdocio         | 3e ligne                   | Biarritz                                |
| 13   | Barragué        | 3e ligne ou 2e ligne       | Bayonne                                 |
| 14   | Novion          | 3e ligne aile              | formé au club                           |
| 15   | Franck Lopez    | 3e ligne aile              | formé au club                           |
| 16   | J-B Saldubéhère | 3e ligne aile              | formé au club                           |
| 17   | Hauciart        | Pilier                     | Bayonne                                 |
| 18   | Ribes           | 3e ligne aile              |                                         |
| 19   | Philippe Mandin | 3e ligne centre            | formé au club                           |
| 20   | Jacques Rouet   | 3e ligne aile              | Bayonne                                 |
| 21   | Chistian Boulé  | Talonneur                  | formé au club                           |

| Rang | Nom               | Période                   | Parcours                                |
| 22   | Aipurua           | Demi de mêlée             | formé au club puis Bayonne et Capbreton |
| 23   | Labat             | Demi de mêlée             | formé au club                           |
| 24   | Lissart           | Demi de mêlée             | formé au club                           |
| 25   | Didier Pouyau     | Ouvreur                   | formé au club                           |
| 26   | Teillagory        | Ouvreur                   | Bayonne                                 |
| 27   | Fanen             | Ouvreur ou centre         | formé au club                           |
| 28   | Philippe Dacharry | Demi de mêlée             | formé au club                           |
| 29   | Michel Dacharry   | Centre                    | formé au club                           |
| 30   | Betbeder          | Centre                    | formé au club                           |
| 31   | Jean Peytavin     | Ailier                    | formé au club                           |
| 32   | Pierre Peytavin   | Centre                    | formé au club                           |
| 33   | Lartigue          | Ailier, centre ou arrière | Bayonne                                 |
| 34   | Denis Lesca       | Ailier ou arrière         | formé au club                           |
| 35   | Larrieste         | Arrière ou ailier         | A.S.Bayonne                             |
| 36   | Jacques Dubroca   | Ouvreur                   | formé au club                           |
| 37   | Apaty             | Centre                    | formé au club                           |
| 38   | Gonzalez          | Ailier                    | formé au club                           |
| 39   | José Foncillas    | Arrière                   | formé au club                           |
| 40   | J-M Dupin         | Ailier                    | formé au club                           |
| 41   | Duhau             | Ailier                    | formé au club                           |
| 42   | Darrort           |                           |                                         |
| 43   | Eliet             |                           | formé au club                           |
| 44   | Yves Condom       | 3e ligne aile             | formé au club                           |